# CA Universitário
CA Universitário is een Braziliaanse voetbalclub uit Santo Antônio de Jesu in de deelstaat Bahia. 

## Geschiedenis
De club werd opgericht in 2007 als Independente EC. De club werd vernoemd naar AA Independente, dat in 2002 de naam Palmeiras Nordeste aangenomen had en inmiddels ontbonden werd. Na één seizoen werd de naam gewijzigd in Feirense EC, datzelfde jaar werd club kampioen van de tweede klasse en promoveerde zo naar de hoogste klasse van het staatskampioenschap. De eerste jaren eindigde de club in de middenmoot en in 2011 werd de naam Feirense FC aangenomen. In 2012 werd de club derde en plaatste zich zo voor de Copa do Nordeste 2013, waar de club laatste werd. In 2016 degradeerde de club. In 2022 veranderden ze hun naam in Clube Atlético Universitário 